# Anders Peter Landin
Anders Peter Landin, född 10 juni 1811 i Turinge, Stockholms län, död 8 mars 1881 i Stockholm, var en svensk läkare, förläggare, och bokhandlare.
Han var son till landsfiskalen i Södertälje. Landin studerade medicin i Uppsala på 1830-talet och arbetade en tid efter studierna som läkare. Han lämnade dock den verksamheten för att övergå till boktryckerirörelsen och fick på kort tid ett erkännande som utgivare av Norrlandsposten i Gävle och etablerandet av AP Landin & Co:s tryckeri. Han kom med tiden att bli en kulturperson i Gävle och var en av stiftarna av Norrlands-Dala konstförening och  Gästriklands fornminnesförening.  